# Salvatore Salvatori
Salvatore Salvatori (Casalbuttano ed Uniti, 14 luglio 1899 – Roma, 6 maggio 1983) è stato un educatore italiano, noto soprattutto per essere stato una delle personalità che più profondamente hanno inciso nello scautismo italiano del dopoguerra.

## Attività nello scautismo
Alla fine del 1917 entrò nell'ASCI e nel 1918 pronunciò la sua promessa scout e divenne capo del Riparto Roma 10° (a quel tempo il "Riparto" comprendeva anche quelli che nell'evoluzione del metodo sarebbero stati i Lupetti e i Rover), appena fondato al Testaccio, uno dei quartieri più tipicamente popolari della città. 
Al primo campo nazionale dell'ASCI, svoltosi in val Fondillo nel 1921, Salvatori si guadagnò una medaglia al merito per aver salvato una squadriglia incrodatasi sul monte Dubbio. 
Lasciò il riparto, chiamato ad assumere la responsabilità di “Commissario Locale” di Roma e nel 1924 fu tra i capi del contingente italiano al jamboree di Copenaghen. 
Nel 1928, quando il governo fascista sciolse l'ASCI, quale responsabile di Roma Salvatori fu uno dei tre capi che ammainarono la bandiera dell'associazione, dopo tre giorni di campo alle Tre Fontane. 
Fu Salvatori ad istituire la consuetudine del rinnovo della Promessa nel giorno di San Giorgio, nella chiesa del Velabro, che tenne uniti nel periodo clandestino gli scout romani e, come tanti altri, continuò a fare attività scout sotto mentite spoglie. 
Nel marzo 1931 una spia informò il ministro dell'interno di queste attività nel distretto di San Lorenzo; il questore, dopo avere spiegato vita, morte e miracoli del professor Salvatori ed avere attestato la sua fede fascista, ma anche di averlo debitamente diffidato, chiuse la partita con un nulla di fatto. Il questore non scrisse che Salvatori era andato ad insegnare matematica in una scuola privata e al Seminario romano per non prestare il giuramento a Mussolini richiesto per gli incarichi statali.
A partire dal 1943, Fausto Catani, Salvatore Salvatori e Osvaldo Monass furono i «tre moschettieri» della rinascita dell'ASCI. «Nella fluida situazione del dopoguerra in cui pur tra grandi difficoltà si aprivano anche grandi possibilità, essi sacrificarono tempo riposo impegni — talora persino la vita privata e professionale — per gettare le basi dell'associazione». 
Al risorgere dello scautismo dopo la notte fascista, tornarono i «riparti misti», ossia unità comprendenti lupetti, esploratori e rover, sia pure in differenti squadriglie. Catani, Salvatori e Monass promossero la prima grande riforma, attuata nel 1948: il Gruppo Scout con unità distinte: Branco - Riparto - Clan, soluzione tuttora operante ai problemi dell'età evolutiva affrontata nell'ottica della metodologia scout.
Nel marzo 1944, ancor prima della liberazione di Roma, Salvatori fu chiamato a far parte del nucleo di ex Commissari Centrali che stavano progettando la rinascita dell'ASCI.
Nel luglio 1944 lasciò il commissariato centrale per assumersi la responsabilità della regione Lazio ma, nel settembre 1946, il primo Consiglio generale lo elesse Commissario Centrale.
Contemporaneamente fu impegnato nell'Azione Cattolica, come presidente diocesano di Roma, veste nella quale partecipò alla selezione delle candidature elettorali nelle liste della Democrazia Cristiana. 
Dal 1947 al 1957 fu commissario alla Branca Esploratori e durante questo periodo diresse i campi nazionali Esploratori in Vallonina (1951) e in val Fondillo (1954). Portò il contingente italiano ai jamboree di Bad Ischl (1951) e di Niagara-on-the-Lake (1955). 
Negli anni cinquanta volle fortemente la base scout nazionale di Bracciano (Roma), in cui dal 1975 si tiene ogni anno il Consiglio generale dell'AGESCI. A tale scopo nel 1954 fu lanciata una pubblica sottoscrizione, che permise l'acquisto nel 1957. 
Dal 1957 al 1964 fu presidente del Commissariato Centrale ed ebbe anche la responsabilità della Formazione Capi tra il 1956 ed il 1963.
Nel 1964 fu eletto Capo Scout e, alla fine del triennio, fu nominato, con un plebiscito del Consiglio Generale, Capo Scout Emerito a vita, onore che gli verrà confermato dall'AGESCI. 
Morì il 6 maggio 1983.